# 摩尼七经

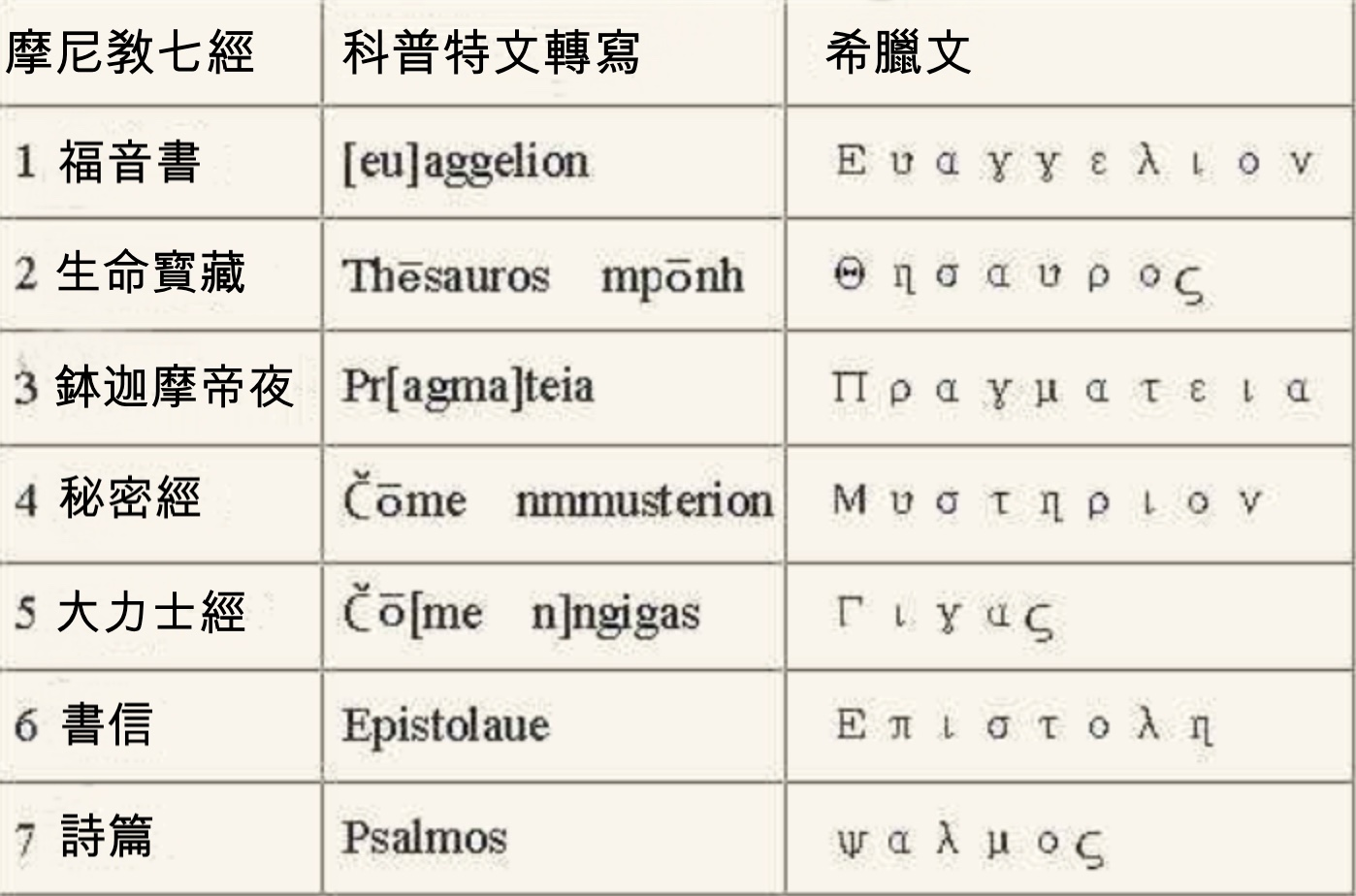
摩尼七經科普特文轉寫及希臘文書目對照表

摩尼七经，是由摩尼教创始人摩尼亲自撰写的七部经书，为摩尼教所奉行的根本经典。換言之，意即摩尼教正典。

## 经典名称
| 《克弗莱亚》148；《布道书25》 | 《赞美诗》46-47；139-40 | 《克弗莱亚》5            | 《布道书》94               | 《摩尼光佛教法仪略》音译         | 《摩尼光佛教法仪略》意译 | 现代翻译 |
| ----------------------------- | ----------------------- | ------------------------ | -------------------------- | -------------------------------- | ------------------------ | -------- |
| Euaggelion                    | Euaggelion              | Euaggelion               | Euaggelion                 | 大应轮部（希腊文：evangelion）   | 彻尽万法根源智经         | 福音书   |
| Thēsauros                     | Thēsauros               | Thēsauros                | Thēsauros                  | 寻提贺部（粟特文：smṭyh'）       | 净命宝藏经               | 生命宝藏 |
| Epistolaue                    | Epistolaue              | Epistolaue               | Epistolaue                 | 泥万部（中古波斯文：dēwān）      | 律藏经/药藏经            | 书信集   |
| mMustērion                    | mMustērion              | pTa tōn mustērion        | mMustērion                 | 阿罗瓒部（中古波斯文：razan）    | 秘密法藏经               | 秘密     |
| Pragmateia                    | Pragmateia              | Pragmateia               | Pragmateia                 | 钵迦摩帝夜部（希臘文：pragmateia） | 证明过去教经             | 传奇     |
| nGigas                        | nCalashire              | graphē ntlaice nnParthos | Graphe [ ntlaice nnParthos | 俱缓部（中古波斯文：kawan）      | 大力士经                 | 巨人书   |
| mPsalmos + nShlel             | nShlel + 2Psalmos       | mPsalmos + nShlel        | nShlel                     | 阿拂胤部（中古波斯文：āfrīn）    | 赞愿经                   | 圣咏集   |

## 经文内容
摩尼认识到在他之前的宗教存在种种弊端，因而决心要创造一个世界性的、统一性的宗教。在摩尼看来，过去的宗教只有在其创始人在世时，宗教思想才能实现统一。然而，这些创始人自身并不著书立说，当他们去世时，其弟子便各执一词，导致自己的宗教陷入分裂和混乱。“我已选择的宗教超出于以往的任何宗教十倍。第一，以往的宗教局限于一个国家和一种语言，而我的宗教则不同，它将会流行于每个国家，采用所有的语言，传遍天涯海角。第二，以往的宗教只有当其有纯洁的领袖时才得以存在，而一旦领袖们去世，他们的宗教立刻陷入混乱中，其戒律和著作也遭到忽视。但我的宗教却由于有活的经典，有传教士、主教、修士和平信徒，由于有智慧和著作，将会永存到底。”因而，摩尼决定亲自撰写自己的宗教著作，以使自己的宗教永远存在。《福音书》赞颂三位一体的至高神；《生命宝藏》阐述摩尼教对于人和宇宙的观点；《书信集》收录了摩尼及其弟子的书信，阐释教义；《秘密经》从各个角度论述摩尼教思想的正确性；《传奇》记述人类的历史；《巨人书》讲述创世之初守望者与巨人的故事；《圣咏集》收录摩尼及其弟子撰述的赞美诗。《摩尼光佛教法仪略》中把这七部经书比作船只：“感四聖以爲威力，騰七部以作舟航”。
由于各种原因，摩尼教在今日已经不复存在，七部经书亦未曾发现任何一部的全本。现存有科普特文、中古波斯文、帕提亚文、粟特文、回鹘文等语言的经书残片发现，但其具体归属还有待进一步研究。

## 大二宗图
《大二宗图》在《仪略》中音译为“大门荷翼图”，来源于帕提亚文bungāhīg，意为“基本原理”。这是一种说明摩尼教明暗二元论的图集，由摩尼绘制，用来向不识字的文盲阐述教义。摩尼在这一点上认为自己的宗教比之前的更具有优越性：“确实，所有的使徒们，在我之前降临的我的兄弟们，都没有著书立说。他们的智慧，就如我所作的那样。他们也没有像我一样，在图画里画出他们的智慧。”大二宗图的重要性仅次于七部大经。在帕提亚文中，这部图集又被称为“Ādrhang”。

## 争议
在基督教文献中，另有“摩尼四经”的说法，在摩尼教或其他宗教的记述中都未提及，错误颇多，不足为信。
| 赫格曼尼亚斯《阿基来行传》（62.3）） | 萨拉米斯的爱比法《良药宝箱》（66.2.9） | 巴尔库尼《斯可利亚》 |
| ------------------------------------ | -------------------------------------- | -------------------- |
| Mysteria（秘密经）                   | Musteria                               | Raze                 |
| Capitula（克弗莱亚）                 | Kephalaia                              | Rishe                |
| Euangelium（福音书）                 | Euangelion                             | Ewangeliyun          |
| Thesaurus（宝藏）                    | Thesauros                              | Simatha              |